# Kurukulla Mons
Il Kurukulla Mons è una struttura geologica della superficie di Venere.